# Bjarne Berntsen
Bjarne Berntsen (Sandnes, 21 dicembre 1956) è un dirigente sportivo, allenatore di calcio ed ex calciatore norvegese, di ruolo difensore.

## Carriera

### Giocatore

#### Club
Berntsen giocò per il Viking dal 1977 al 1982, collezionando complessivamente 259 presenze e 38 reti (incluse le amichevoli). Vinse due campionati (quello del 1979 e quello del 1982), oltre alla Coppa di Norvegia 1979.

#### Nazionale
Conta 33 presenze per la Norvegia. Esordì il 9 agosto 1978, in occasione del pareggio per 1-1 contro la Finlandia. Il 23 settembre 1981 giocò la 25ª partita in Nazionale e per questo ricevette il Gullklokka: si trattò della sconfitta per 2-1 contro la Danimarca.

### Allenatore
Berntsen diventò allenatore del Bryne nel 1986 e svolse questo compito fino al 1988. Alla guida di questo club, vinse la Coppa di Norvegia 1987. Dal 1992 al 1995, ricoprì il medesimo incarico al Viking, per poi tornarvi ancora nel 2004.
Nel 2005, fu nominato commissario tecnico della Nazionale di calcio femminile della Norvegia. La prima manifestazione ufficiale a cui partecipò in questa nuova veste fu il campionato europeo 2005. Guidò poi la selezione scandinava ad un quarto posto finale nel campionato mondiale 2007. Dopo il campionato europeo 2009, lasciò l'incarico.
L'11 febbraio 2010 tornò ancora al Viking, stavolta con una veste da dirigente. Due anni più tardi, lasciò questa posizione poiché nominato vicepresidente della Norges Fotballforbund.
Il 19 dicembre 2017 è stato nominato nuovo allenatore del Viking, a partire dal 1º gennaio 2018. Ha lasciato la squadra al termine del campionato 2020.
Il 12 agosto 2021 è stato nominato nuovo tecnico del Sandnes Ulf, con un contratto valido fino al 31 dicembre 2023.

## Palmarès

### Giocatore

#### Club

##### Competizioni nazionali
- Campionato norvegese: 2

Viking: 1979, 1982
- Coppa di Norvegia: 1

Viking: 1979

### Allenatore
- Coppa di Norvegia: 2

Bryne: 1987
Viking: 2019
- 1. divisjon: 1

Viking: 2018